# آی.جی. پارکر
اینگرید جی. پارکر (انگلیسی: I. J. Parker؛ زادهٔ ۱ ژانویهٔ ۱۹۳۶) رمان‌نویس و نویسنده داستان‌های معمایی آلمانی‌تبار اهل ایالات متحده آمریکا است.
پارکر تا زمان بازنشستگی، استاد زبان انگلیسی و زبان‌های خارجی در دانشگاه دولتی نورفوک در ویرجینیا بود. او پس از تحقیقات آکادمیک خود دربارهٔ ادبیات ژاپن در قرن یازدهم، به نوشتن داستان‌هایی معمایی روی آورد که در ژاپن باستان می‌گذرند.